# 勝榮汽車
勝榮汽車股份有限公司是一家臺灣的汽車公司，由許勝發於1976年4月13日創立，2008年12月5日與中國奇瑞汽車簽訂技術合作合同，且購入台朔汽車大肚、王田工廠（原屬三富汽車）生產線。該公司上市發表了Fresh（奇瑞A1）、Apola（奇瑞A3）等轎車，以及小金剛（開瑞優勁）、全家福（開瑞優優）等商用車。
不過，因母公司太子汽車之財務發生狀況，2011年8月勝榮汽車因無力繳交臺北車展攤位租金，遭到臺北車展主辦單位取消參展資格。

## 公司沿革
- 1976年：4月13日許勝發創設勝榮汽車股份有限公司。
- 2008年：12月5日與中國奇瑞汽車簽訂技術合作合同。
- 2009年：自台朔汽車手中購入大肚、王田工廠（原屬三富汽車）。
- 2010年：6月4日推出Apola 2.0（即奇瑞A3）與Fresh 1.3（即奇瑞A1）兩款新車[2]。
- 2011年：4月20日商用車小金剛（即開瑞優勁）、全家福（即開瑞優優）上市[3]。

## 關係企業
- 太子汽車股份有限公司
- 金鈴汽車股份有限公司：2011年12月28日鈴木公司買回太子汽車持有的20%股權。
- 永美汽車股份有限公司
- 日勝汽車股份有限公司
- 顯隆工業股份有限公司
- 台松堆高機股份有限公司
- 台灣多田野股份有限公司
- 萬泰商業銀行股份有限公司：2007年9月1日起美國SAC基金（英语：SAC Capital Advisors）與奇異公司入主該銀行，許勝發、許顯榮父子退出經營階層[4]。
- 萬泰票券金融股份有限公司
- 萬泰建築經理股份有限公司
- 第一綜合證券股份有限公司
- 第一保險經紀人股份有限公司
- 太子保險代理人股份有限公司
- 萬榮保險代理人股份有限公司
- 萬榮行銷股份有限公司
- 勝榮貿易股份有限公司
- 榮澤興業股份有限公司
- 太子資訊股份有限公司
- 太源創新股份有限公司
- 惠榮資訊股份有限公司
- 台灣愛克斯資訊科技股份有限公司
- 永育股份有限公司

## 內部連結
- 許勝發
- 太子汽車